# 1382

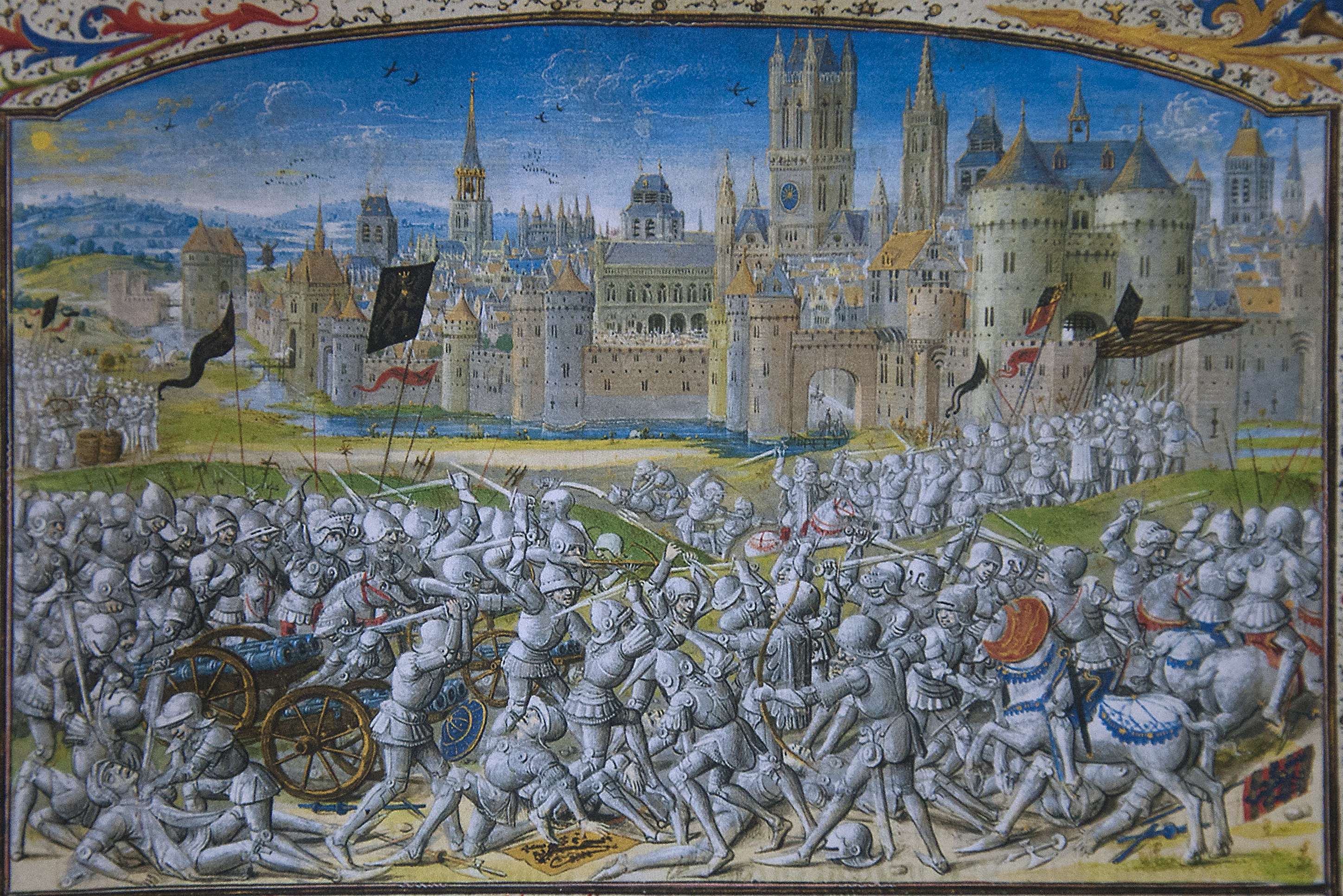
Slag op het Beverhoutsveld

Het jaar 1382 is het 82e jaar in de 14e eeuw volgens de christelijke jaartelling.

## Gebeurtenissen
- 20 januari - Richard II van Engeland trouwt met Anna van Bohemen
- 25 april - Op deze datum zou Nicolas Flamel kwik hebben omgezet in zilver en goud.
- 3 mei - Slag op het Beverhoutsveld: De opstandige Gentenaren (zie Gentse Opstand) verslaan graaf Lodewijk van Male nabij het graafgetrouwe Brugge. In reactie hierop breken in heel Vlaanderen opstanden uit.
- 21 mei - Sterke aardbeving treft België, Frankrijk en Nederland[1]
- 26 augustus - In Antwerpen wordt het Ambacht van de Kunstenaars, later bekend als het Sint-Lucasgilde, opgericht.
- augustus - Verdrag van Elvas: Castilië en Portugal beëindigen hun derde oorlog.
- 11 november - Gorinchem ontvangt stadsrechten van Otto van Arkel.
- 27 november - Slag bij Westrozebeke: De Vlaamse opstandelingen worden verslagen door een Frans leger dat strijdt voor graaf Lodewijk van Male. De Gentse opstandelingenleider Filips van Artevelde sneuvelt.
- Tochtamysj plundert Moskou.
- Deling van Chemnitz: De landen van het huis Wettin worden verdeeld. Balthasar ontvangt Thüringen, Willem ontvangt Meißen en Landsberg en ook de zonen van hun overleden broer Frederik III ontvangen gebieden.
- In een synode in Londen wordt de kerkhervormer John Wyclif ter dood veroordeeld; de executie wordt echter niet uitgevoerd.
- Vermeende datum van de Kensingtonsteen (vermoedelijk een vervalsing).
- De Domtoren in Utrecht wordt voltooid.
- In Castilië (Spanje) wordt officieel het 'Anno Domini'-systeem van de Christelijke jaartelling geïntroduceerd (al in 525 gepresenteerd door de Scytische monnik Dionysius Exiguus)
- Otto van Arkel geeft ook stadsrechten aan Gasperde en Leerdam.

## Opvolging
- Bourgondië en Artesië - Margaretha van Frankrijk opgevolgd door haar zoon Lodewijk van Male
- Cyprus - Peter II opgevolgd door Jacobus
- Duitse Orde - Winrich van Kniprode opgevolgd door Koenraad III Zöllner van Rothstein
- Hongarije - Lodewijk I opgevolgd door zijn dochter Maria onder regentschap van dier moeder Elisabeth van Bosnië
- Japan (tegenkeizer van het Noordelijke Hof) - Go-En'yu opgevolgd door zijn zoon Go-Komatsu
- Litouwen - Kęstutis opgevolgd door zijn neef Jogaila
- Mamelukken (Egypte) - Salah ad-Din Hajji opgevolgd door Barquq
- metropoliet van Moskou - Cyprianus opgevolgd door Pimen
- Napels - Johanna I opgevolgd door Karel III
- Polen - Lodewijk I van Hongarije opgevolgd door zijn dochter Hedwig van Polen
- Provence - Johanna I van Napels opgevolgd door haar adoptiefzoon Lodewijk I van Anjou

## Afbeeldingen

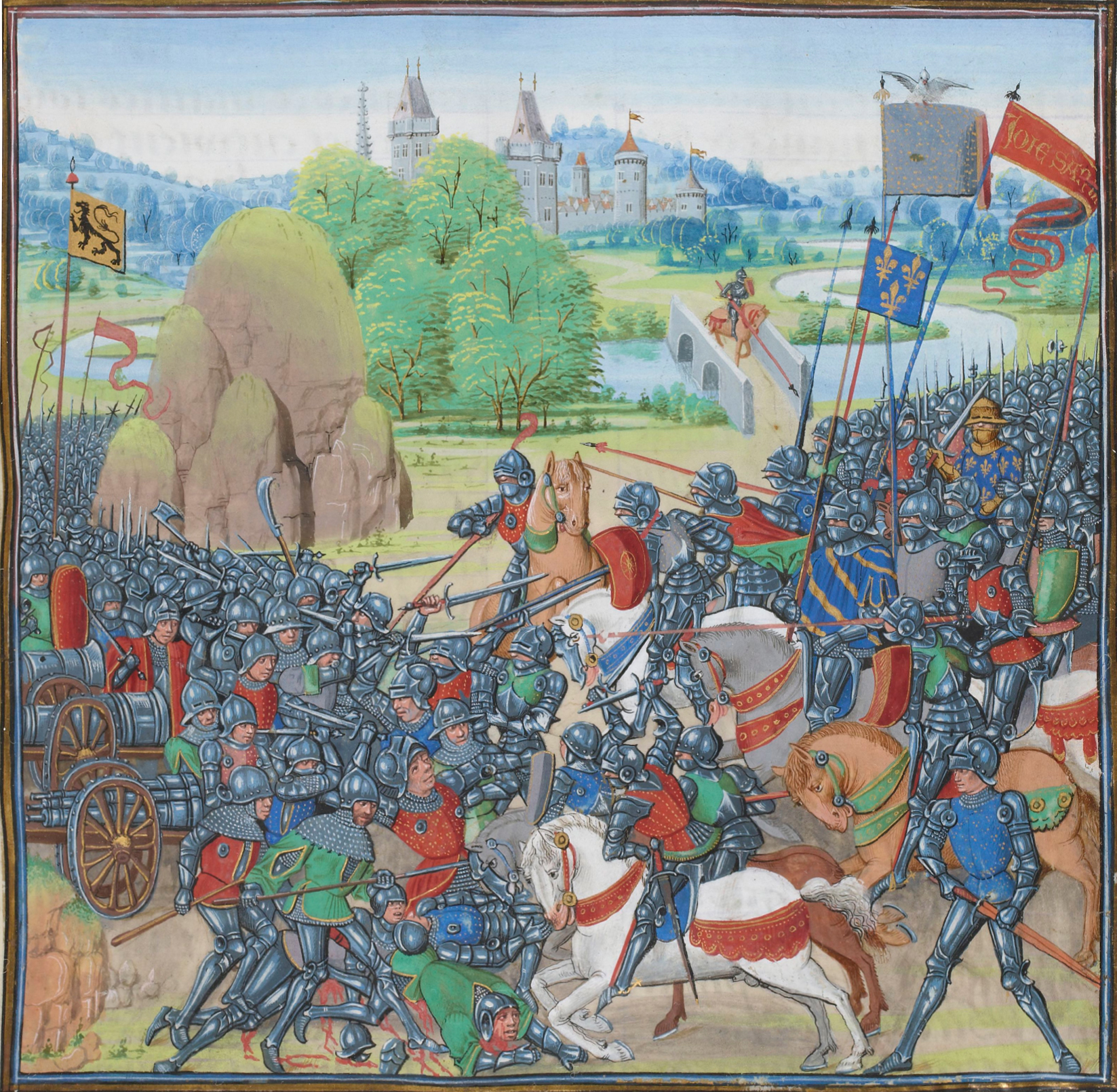
Slag bij Westrozebeke
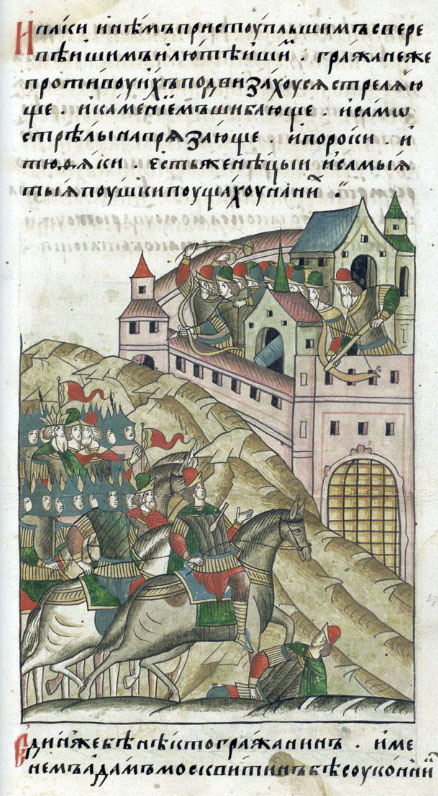
Tochtamysj voor de pooren van Moskou
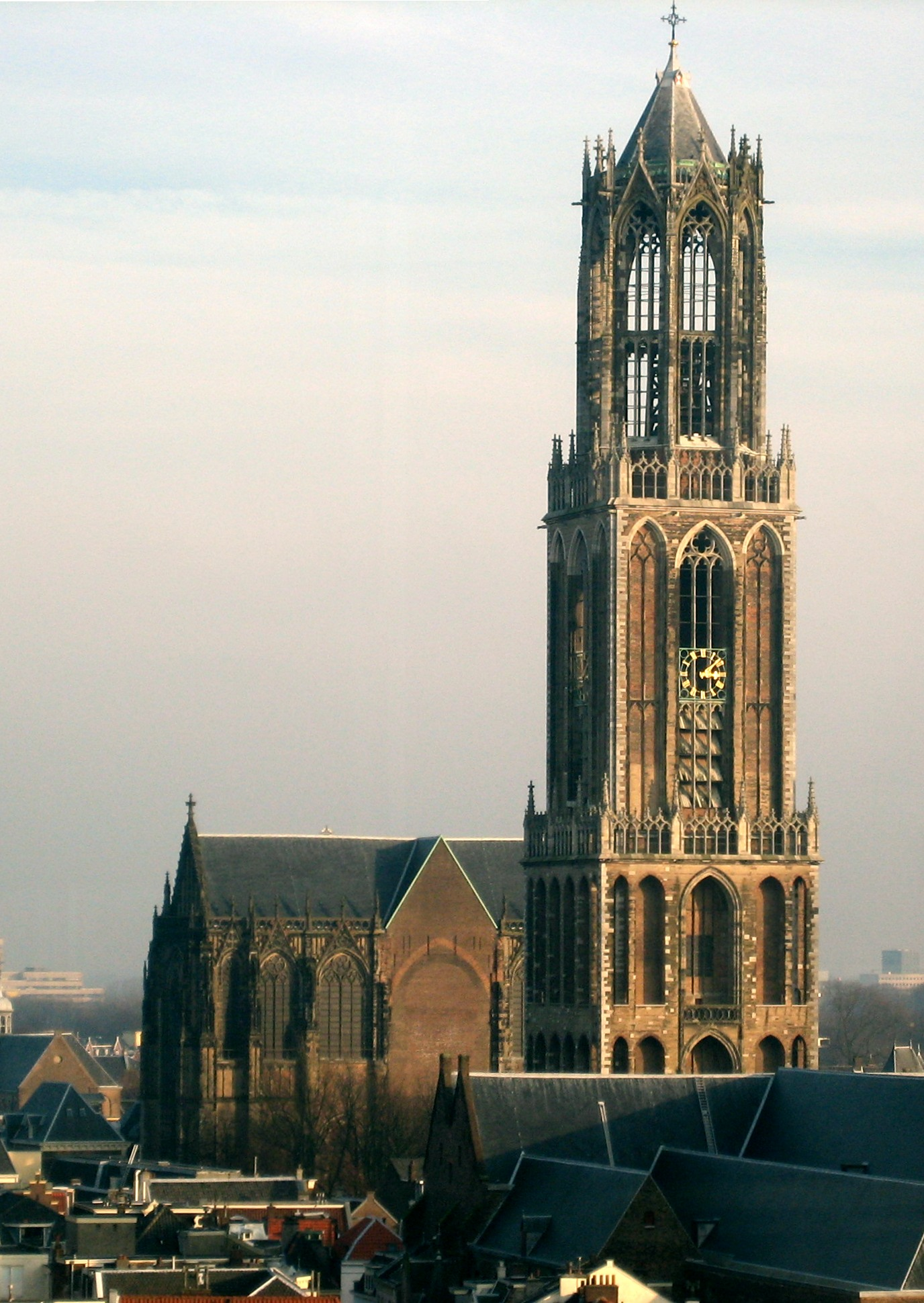
Domtoren
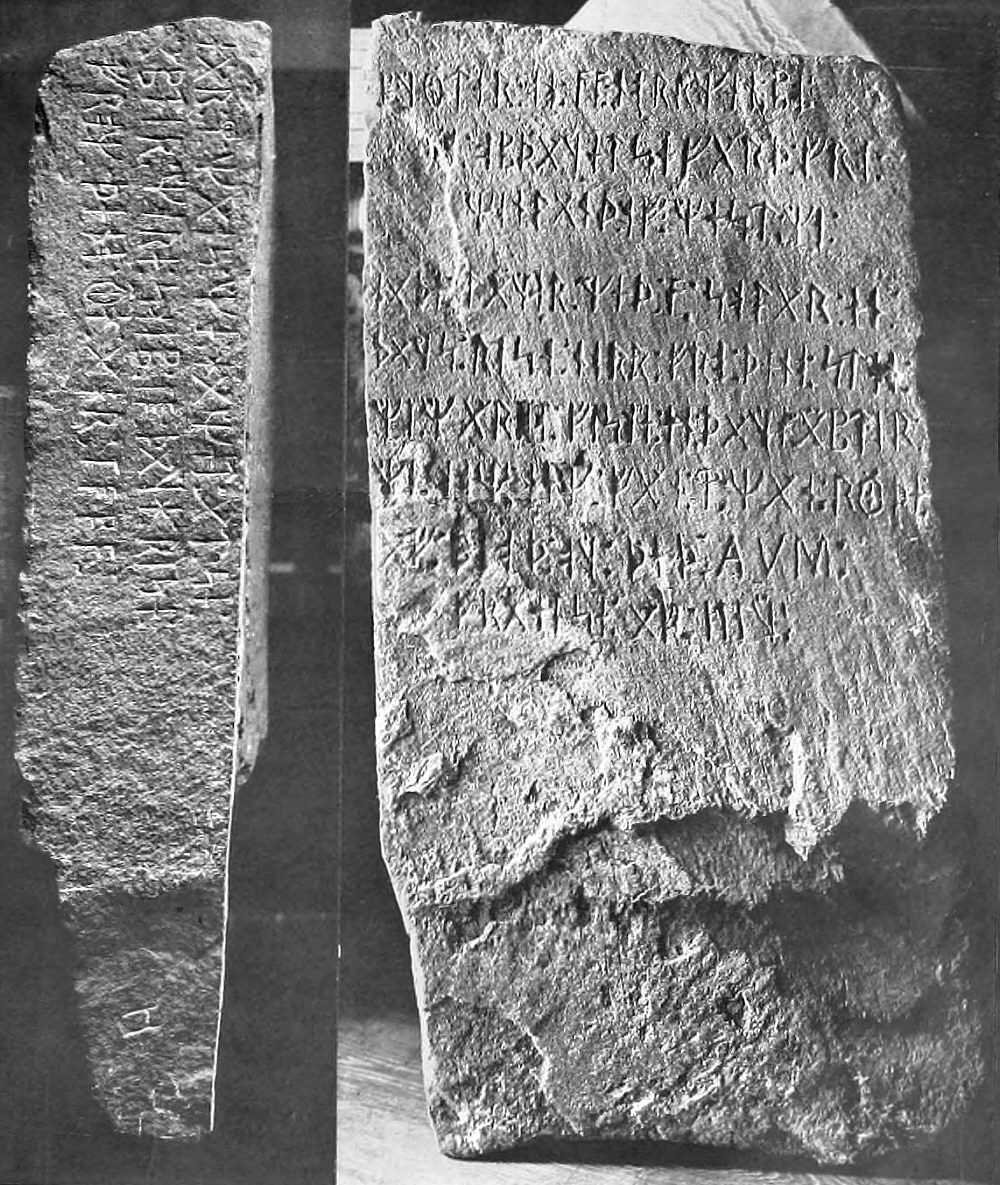
Kensingtonsteen

## Geboren
- Erik VII van Denemarken, koning van Denemarken, Noorwegen en Zweden (1412-1439/1442)
- Jan II van Montfoort, Hollands edelman
- Willem van Berg-Ravensberg, Duits edelman
- Frederik IV van Oostenrijk, Duits edelman (jaartal bij benadering)

## Overleden
- 3 januari - Marco Visconti (28), Italiaans edelman
- 15 februari - William de Ufford (43), Engels edelman
- 11 april - Johan II van Anhalt, Duits edelman
- 9 mei - Margaretha van Frankrijk (~69), gravin van Bourgondië
- 12 mei - Johanna I (~55), koningin van Napels (1343-1382)
- 9 juni - Filips van Leiden (~55), Hollands rechtsgeleerde
- 11 juli - Nicolaas van Oresme (~59), Frans filosoof
- augustus - Kęstutis (~85), grootvorst van Litouwen (1381-1382)
- 10 september - Lodewijk I (56), koning van Hongarije (1342-1382) en Polen (1370-1382)
- 14 september - Hendrik I van Falkenberg (~37), Silezisch edelman
- 13 oktober - Peter II (~25), koning van Cyprus (1369-1382)
- 21 oktober - Bolko III van Opole (~45), Silezisch edelman
- na 13 november - Margaretha van Hohenzollern-Neurenberg, Duits edelvrouw
- 27 november - Filips van Artevelde (42), Vlaams opstandelingenleider
- Che Bong Nga, koning van Champa
- Hugues Aubriot (~67), Frans staatsman
- Winrich van Kniprode, grootmeester van de Duitse Orde